# 15321 Доннадін
15321 Доннадін  (15321 Donnadean) — астероїд головного поясу, відкритий 13 серпня 1993 року.
Тіссеранів параметр щодо Юпітера — 3,401.